# Comnena (cràter)
Comnena és un cràter d'impacte en el planeta Venus de 19,5 km de diàmetre. Porta el nom d'Anna Comnena (1083-1148), princesa i historiadora de l'Imperi Romà d'Orient, i el seu nom va ser aprovat per la Unió Astronòmica Internacional el 1994.